# Elecciones parlamentarias de Portugal de 2024
Las elecciones parlamentarias de Portugal de 2024 tuvieron lugar el 10 de marzo de 2024 para elegir a los miembros de la Asamblea de la República para la XVI Legislatura de Portugal. Estuvieron en juego los 230 escaños de la Asamblea de la República.

## Antecedentes
El Partido Socialista (PS), liderado por el primer ministro António Costa, obtuvo una mayoría absoluta en las elecciones parlamentarias de 2022 con el 41% de los votos y 120 escaños en la Asamblea de la República de 230 escaños. El principal partido de la oposición, el Partido Social Demócrata (PSD), obtuvo 77 escaños y el 29% de los votos, mientras que el partido de extrema derecha Chega! obtuvo 12 escaños y el 7%. La Iniciativa Liberal (IL) logró obtener 8 escaños y reunir casi el 5% de los votos. Los partidos de extrema izquierda, el Partido Comunista Portugués (PCP) y el Bloque de Izquierda (BE), lograron uno de los peores resultados de su historia con el 4% de los votos y 6 y 5 escaños, respectivamente. PAN y LIVRE lograron ganar sólo un escaño cada uno.
El tercer gobierno de António Costa prestó juramento el 30 de marzo de 2022. Este gobierno ha sido muy inestable con varios escándalos o controversias que lo afectan y hasta mediados de 2023, el gobierno ya había sufrido 13 dimisiones, correspondientes a 11 secretarios de Estado y 2 ministros. La principal controversia que envolvió al gobierno fue un caso relacionado con TAP Air Portugal y el pago de una reparación a una miembro del gobierno, Alexandra Reis. A este caso le siguió un incidente, a finales de abril de 2023, en el edificio del Ministerio de Infraestructuras entre personal del gobierno y un asesor del ministro João Galamba en relación con un presunto robo de una computadora portátil. La utilización del Servicio de Informaciones de Seguridad en este caso generó un enfrentamiento entre el presidente Marcelo Rebelo de Sousa y el primer ministro António Costa sobre la continuidad del ministro João Galamba y del propio gobierno.

### Caída del gobierno
El 7 de noviembre de 2023, se informó que la Polícia de Seguridad Pública y la Fiscalía habían realizado registros en la residencia oficial del primer ministro, entre otros ministerios, y que el jefe de gabinete del primer ministro había sido arrestado. Costa fue acusado como sospechoso en un caso de corrupción que involucra los negocios del litio y el hidrógeno. Se reunió con el presidente Marcelo Rebelo de Sousa en el Palacio de Belém y poco después anunció su renuncia, anunciando que no se presentará a la reelección.
El presidente escuchó a todas las partes tras la dimisión de Costa. El Partido Socialista propuso un nuevo gabinete encabezado por Augusto Santos Silva que podría durar hasta el final del mandato en 2026, mientras que todos los partidos de oposición, excepto el PAN, pidieron elecciones anticipadas. El 9 de noviembre de 2023 el presidente Marcelo Rebelo de Sousa disolvió el Parlamento y convocó elecciones para el 10 de marzo de 2024.
La dimisión del primer ministro no se hizo oficial de inmediato; se pospuso hasta el 8 de diciembre de 2023, para que el parlamento pudiera aprobar el presupuesto estatal para 2024. Esta fue la primera vez que un gobierno de mayoría de partido único no completó su mandato completo en el Portugal democrático.

### Fecha
Según la Constitución portuguesa, deben convocarse elecciones entre el 14 de septiembre y el 14 de octubre del año en que finaliza la legislatura. La elección es convocada por el Presidente de la República pero no a petición del primer ministro; sin embargo, el presidente debe escuchar a todos los partidos representados en el Parlamento y el día de las elecciones debe anunciarse al menos 60 días antes de las elecciones. Si se convocan elecciones durante una legislatura en curso (disolución del parlamento), deben celebrarse al menos después de 55 días. El día de las elecciones es el mismo en todos los distritos electorales de varios escaños y debe caer en domingo o feriado nacional. Por lo tanto, en circunstancias normales, las próximas elecciones legislativas habrían tenido lugar a más tardar el 11 de octubre de 2026.
El 9 de noviembre de 2023, el presidente Marcelo Rebelo de Sousa anunció que disolvería el parlamento y convocó elecciones anticipadas para el 10 de marzo de 2024. El 15 de enero de 2024, el presidente firmó el decreto que disolvió oficialmente el Parlamento y fijó la fecha de las elecciones. La campaña comenzó oficialmente el 25 de febrero y duró dos semanas.

### Elecciones internas recientes
| Partido | Candidatos             | Votos  | %     |
| ------- | ---------------------- | ------ | ----- |
| PS      | Pedro Nuno Santos      | 24 080 | 61.2% |
| PS      | José Luís Carneiro     | 14 868 | 37.8% |
| PS      | Daniel Adrião          | 382    | 1.0%  |
| PPD/PSD | Luís Montenegro        | 19 241 | 72.5% |
| PPD/PSD | Jorge Moreira da Silva | 7 306  | 27.5% |
| CH      | André Ventura          | 733    | 98.9% |
| IL      | Rui Rocha              | -      | 51.7% |
| IL      | Carla Castro           | -      | 44%   |
| IL      | José Cardoso           | -      | 4.3%  |
| CDU     | Paulo Raimundo         | 128    | 99.2% |
| CDU     | Contra                 | 0      | 0.0%  |
| B.E.    | Mariana Mortágua       | 439    | 83.1% |
| B.E.    | Pedro Soares           | 95     | 14.8% |
| PAN     | Inês Sousa Real        | 97     | 73%   |
| PAN     | Nelson Silva           | 35     | 27%   |
| L       | Teresa Mota            | 167    | 67%   |
| L       | Patrícia Robalo        | 78     | 31%   |

## Sistema electoral
La Asamblea de la República tiene 230 miembros elegidos por períodos de cuatro años. Los gobiernos no requieren una mayoría absoluta de apoyo de la Asamblea para ocupar el cargo, ya que incluso si el número de parlamentarios de la oposición es mayor que el de sus partidarios, la oposición aún necesita ser igual o mayor a 116 (mayoría absoluta) tanto para que el programa de gobierno sea rechazado o se apruebe una moción de censura.
El número de escaños asignados a cada distrito depende de la magnitud del distrito. El uso del método d'Hondt genera un umbral efectivo más alto que otros métodos de asignación, como la cuota Hare o el método Sainte-Laguë, que son más generosos con los partidos pequeños.
La distribución de diputados por distrito electoral para las elecciones legislativas de 2024 es la siguiente: 
| Distrito                                  | Diputados | Mapa |
| ----------------------------------------- | --------- | ---- |
| Lisboa                                    | 48        |      |
| Oporto                                    | 40        |      |
| Braga y Setúbal (+1)                      | 19        |      |
| Aveiro                                    | 16        |      |
| Leiría                                    | 10        |      |
| Coímbra, Faro y Santarém                  | 9         |      |
| Viseu                                     | 8         |      |
| Madeira                                   | 6         |      |
| Azores, Viana do Castelo (−1) y Vila Real | 5         |      |
| Castelo Branco                            | 4         |      |
| Beja, Braganza, Évora y Guarda            | 3         |      |
| Portalegre, Europa y Fuera de Europa      | 2         |      |

### Votación anticipada
Los votantes también pudieron votar anticipadamente, lo que ocurrió el 3 de marzo, una semana antes del día de las elecciones. Los votantes debían registrarse entre el 25 y el 29 de febrero de 2024 para poder votar anticipadamente. Hasta la fecha límite del 29 de febrero, 208.007 votantes habían solicitado votar anticipadamente, una cifra muy por debajo de las cifras de 2022. El 3 de marzo, 180.835 votantes (86,9 por ciento de los votantes que lo solicitaron) emitieron su voto anticipado.

## Candidatos

### Con representación parlamentaria
La siguiente tabla enumera los partidos representados en la Asamblea de la República disuelta antes de las elecciones.
| Partido | Partido | Partido | Ideología                                     | Posición                      | Líder                     |
| ------- | ------- | --- | --------------------------------------------- | ----------------------------- | ------------------------- |
|         | PS      | Partido Socialista | Socialdemocracia                              | Centro izquierda a izquierda  | Pedro Nuno Santos         |
|         | AD      | Alianza Democrática Aliança DemocráticaPartido Social Demócrata Centro Democrático Social-Partido Popular Centro Democrático e Social – Partido Popular Partido Popular Monárquico | Conservador Liberal                           | Centro derecha a derecha      | Luís Montenegro           |
|         | CH      | ¡Basta! CHEGA! | Consevadurismo nacional Populismo de derecha  | Extrema derecha               | André Ventura             |
|         | IL      | Iniciativa Liberal | Liberalismo clásico                           | Centro derecha                | Rui Rocha                 |
|         | CDU     | Coalición Democrática Unitaria Coligação Democrática UnitáriaPartido Comunista Portugués Partido Ecologista «Los Verdes»                                                           | Comunismo Marxismo-leninismo Ecosocialismo    | Izquierda a extrema izquierda | Paulo Raimundo            |
|         | B.E.    | Bloque de Izquierda Bloco de Esquerda | Socialismo democrático Populismo de izquierda | Izquierda a extrema izquierda | Mariana Mortágua          |
|         | PAN     | Personas-Animales-Naturaleza Pessoas-Animais-Natureza | Bienestar de los animales Ecologismo          | Centro izquierda              | Inês Sousa Real           |
|         | L       | Libre LIVRE | Ecosocialismo                                 | Izquierda                     | Rui Tavares y Teresa Mota |

### Sin representación parlamentaria
La siguiente tabla enumera los partidos sin representación que participarán es las elecciones de 2024.
| Partido | Partido | Partido                                                              | Ideología                                       | Posición                  | Líder             |
| ------- | ------- | -------------------------------------------------------------------- | ----------------------------------------------- | ------------------------- | ----------------- |
|         | RIR     | Reaccionar, Incluir, Reciclar Reagir Incluir Reciclar                | Humanismo Pacifismo Ambientalismo               | Sincretico                | Márcia Henriques  |
|         | ADN     | Alternativa Democrática Nacional                                     | Conservadurismo nacional Conservadurismo social | Extrema derecha           | Bruno Fialho      |
|         | JPP     | Juntos por el Pueblo Juntos Pelo Povo                                | Atrapalotodo Regionalismo                       | Centro izquierda          | Élvio Sousa       |
|         | A21     | Alternativa 21 Partido de la Tierra Partido da Terra Alianza Aliança | Conservadurismo verde Liberalismo económico     | Centro derecha            | Pedro Pimenta     |
|         | VP      | Volt Portugal                                                        | Federalismo europeo Progresismo                 | Centro a centro izquierda | Ana Carvalho      |
|         | E       | Levántate Ergue-te                                                   | Nacionalismo portugués Antiinmigración          | Extrema derecha           | José Pinto Coelho |
|         | ND      | Nueva Derecha Nova Direita                                           | Conservadurismo nacional Liberalismo económico  | Derecha                   | Ossandra Liber    |

## Campaña

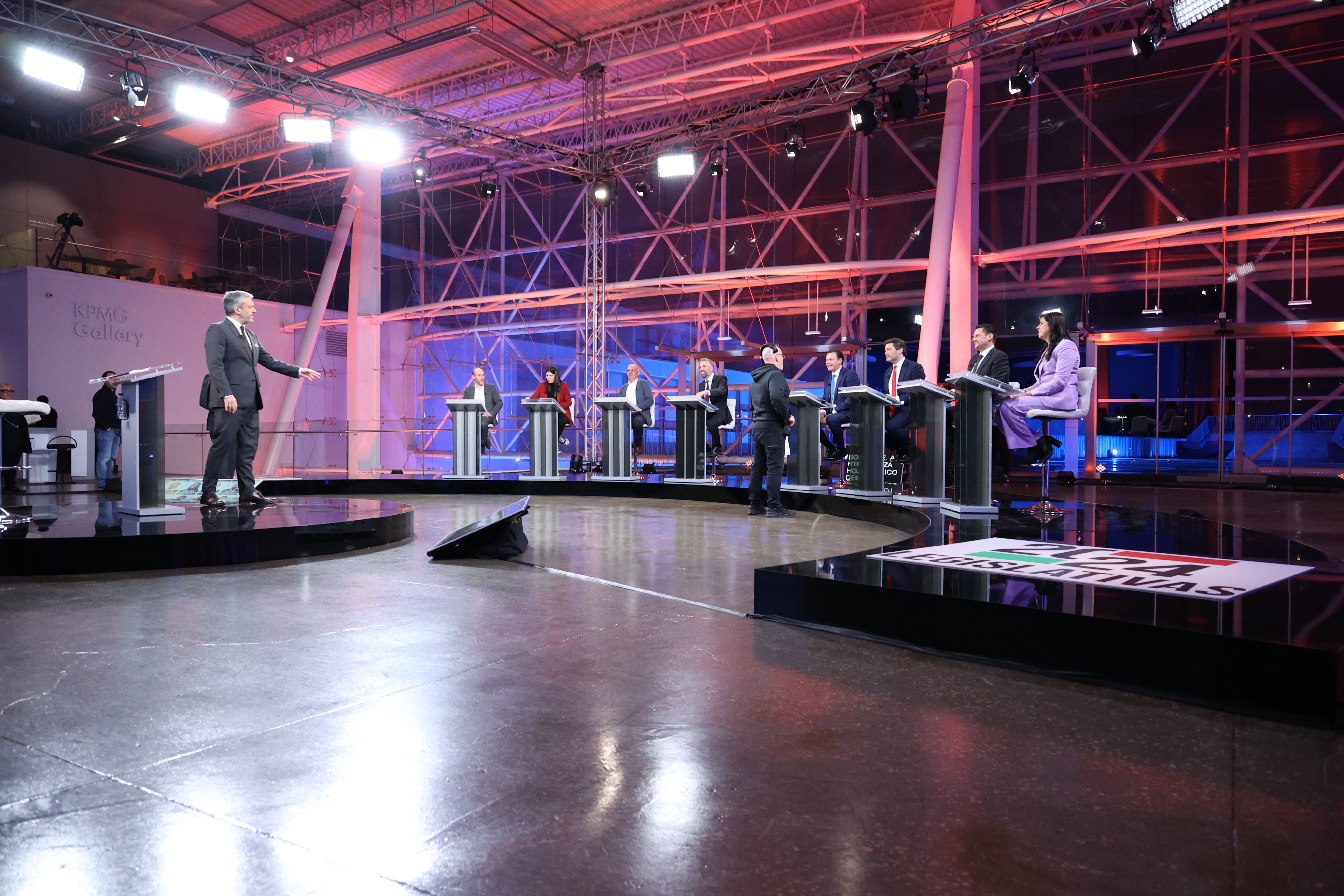
Debate con los partidos asentados en el Parlamento el 23 de febrero de 2024, retransmitido por RTP1.

La cuestión de la gobernabilidad después de las elecciones, qué partido dejaría gobernar al otro o no, fue central durante la campaña. El líder del Partido Socialista (PS), Pedro Nuño Santos, cambió de postura respecto al escenario de una minoría de la Alianza Democrática (AD), mostrándose primero en contra pero, al iniciar la campaña oficial, se mostró abierto a dejar gobernar a la AD. El líder de AD, Luís Montenegro, inicialmente contrario a la idea de dejar gobernar al PS, también cambió de tono pero generó especulaciones sobre su posición. Según las encuestas, la sanidad y la educación también fueron cuestiones cruciales para los votantes.
En una entrevista concedida a Expresso el 8 de marzo, el presidente Marcelo Rebelo de Sousa dijo que haría todo lo posible para impedir que Chega llegara al poder, lo que generó críticas debido a la neutralidad que requería su cargo. En un discurso televisado el 9 de marzo, Rebelo de Sousa llamó a la gente a votar, citando el riesgo de problemas económicos causados por las elecciones en el Parlamento Europeo y en Estados Unidos a finales de año, y los conflictos en curso en Ucrania y Oriente Medio.
Aunque los indicadores económicos han mejorado desde 2014 (un crecimiento del 2,3 por ciento en 2023, muy por encima de la media europea (0,5 por ciento), una tasa de desempleo del 6,5 por ciento y una deuda pública por debajo del 100 por ciento del producto interno bruto), el descontento prevaleció en Portugal, particularmente por la falta de respuesta a los problemas sociales. El país se enfrentaba a una crisis inmobiliaria y a un aumento vertiginoso de los precios de los alquileres, a un deterioro del sistema público de salud y educación, escasez de profesores y médicos, salarios muy bajos y varios años de inflación.

### Lemas de los partidos representados
| Partido | Partido | Eslogan Original                                          | Traducción                                         | Refs   |
| ------- | ------- | --------------------------------------------------------- | -------------------------------------------------- | ------ |
|         | PS      | « Mais Ação » « Portugal Inteiro »                        | "Mas Acción" "Portugal Entero"                     | [ 30 ] |
|         | AD      | « Acreditar na Mudança » « A mudança está nas tuas mãos » | "Creer en el cambio" "El cambio está en tus manos" | [ 31 ] |
|         | CH      | « Limpar Portugal »                                       | «Limpiar Portugal»                                 | [ 32 ] |
|         | IL      | « Portugal com Futuro »                                   | «Portugal con Futuro»                              | [ 33 ] |
|         | CDU     | « Mais CDU, vida melhor »                                 | «Mas CDU, vida mejor»                              | [ 34 ] |
|         | BE      | « Fazer o que nunca foi feito »                           | «Hacer lo que nunca se ha hecho»                   | [ 35 ] |
|         | PAN     | « Avançamos pelas Causas »                                | «Avanzamos por las Causas»                         | [ 36 ] |
|         | L       | « Contrato com o Futuro »                                 | «Contrato con el Futuro»                           | [ 37 ] |

## Participación electoral
La siguiente tabla muestra la participación de votantes durante el día de las elecciones, incluidos los votantes del extranjero.
| Participación | Tiempo | Tiempo | Tiempo | Tiempo | Tiempo | Tiempo | Tiempo | Tiempo | Tiempo |
| Participación | 12:00  | 12:00  | 12:00  | 16:00  | 16:00  | 16:00  | 19:00  | 19:00  | 19:00  |
| Participación | 2022   | 2024   | ±      | 2022   | 2024   | ±      | 2022   | 2024   | ±      |
| ------------- | ------ | ------ | ------ | ------ | ------ | ------ | ------ | ------ | ------ |
| Total         | 23,27% | 25,21% | 1,94   | 45,66% | 51,96% | 6.30   | 51,46% | 59,90% | 8,44   |
|               |        |        |        |        |        |        |        |        |        |
| Fuentes       |        |        |        |        |        |        |        |        |        |

La participación fue mayor en estas elecciones, con un récord de 6,5 millones de votantes que votaron, superando así el récord de 1980. Sólo en Portugal, la participación fue del 66,2 por ciento, un aumento de más del ocho por ciento en comparación con 2022 y la mejor participación desde 1995.

## Resultados
Los resultados finales de las elecciones se publicaron a última hora del 20 de marzo, cuando concluyó el recuento de los votos en el extranjero que constituyen cuatro escaños.
En las elecciones legislativas más reñidas de la historia portuguesa, la Alianza Democrática ganó por estrecho margen, reuniendo el 28,8 por ciento de los votos y obteniendo 80 escaños. La Alianza ganó todos los distritos de la Región Norte y recuperó su apoyo en bastiones como los distritos de Leiria y Viseo. Durante el día de las elecciones, AD advirtió que muchos votantes estaban votando por la Alternativa Democrática Nacional (ADN) debido a la confusión en torno al nombre similar y la abreviatura en las papeletas. La noche electoral, ADN obtuvo más de 100.000 votos y muchos consideraron que esta confusión entre los nombres podría haber "robado" escaños a la Alianza Democrática. El Partido Socialista (PS) obtuvo el 28 por ciento de los votos y 78 escaños. A pesar del estrecho margen entre la Alianza y los socialistas, el PS cayó 13 puntos y perdió más de 40 escaños en comparación con las elecciones de 2022. La noche de las elecciones, el líder Pedro Nuno Santos admitió la derrota y dijo que el PS sería parte de la oposición.
Chega logró grandes avances, obteniendo el 18 por ciento de los votos y recibiendo casi 1,2 millones de votos. El partido también obtuvo 50 escaños y recibió la mayor cantidad de votos en el distrito de Faro, la primera vez desde las elecciones legislativas de 1991 que un tercer partido ganó un distrito. La Iniciativa Liberal (IL) mantuvo sus ocho escaños y su porcentaje de votos a partir de 2022, obteniendo el 4,9 por ciento de los votos; sin embargo, los resultados estuvieron por debajo de las expectativas del partido. El Bloque de Izquierda (BE) también tuvo un desempeño inferior a las expectativas al conservar sus cinco escaños a partir de 2022 y obtener exactamente el mismo porcentaje de votos en 2022, con un 4,4 por ciento.
La Coalición Democrática Unitaria (CDU), compuesta por el Partido Comunista Portugués y el Partido Ecologista "Los Verdes", perdió escaños. La CDU obtuvo cuatro escaños, dos menos que en 2022, y sólo el 3,2 por ciento de los votos, su peor resultado electoral a nivel nacional hasta la fecha. La coalición perdió además su asiento histórico en el distrito de Beja; Por primera vez bajo un gobierno democrático, también perdió todos los diputados de la región del Alentejo. LIVRE recibió casi el mismo número de votos que la CDU, obteniendo el 3,2 por ciento de los votos y eligiendo cuatro escaños de los distritos de Lisboa, Oporto y Setúbal. Pueblo Animales Naturaleza (PAN) mantuvo su único escaño, ocupado por la líder Inês Sousa Real, y obtuvo el 2 por ciento de los votos.

### Resultados nacionales
|  | 28.02 % |

|  | 0.82 % |

|  | 0.01 % |

|  | 28.85 % |

|  | 28.00 % |

|  | 18.07 % |

|  | 4.94 % |

|  | 4.36 % |

|  | 3.17 % |

|  | 3.16 % |

|  | 1.95 % |

|  | 1.58 % |

|  | 0.40 % |

|  | 0.30 % |

|  | 0.25 % |

|  | 0.24 % |

|  | 0.18 % |

|  | 0.09 % |

|  | 0.07 % |

|  | 0.04 % |

|  | 0.04 % |

|  | 95.68 % |

|  | 2.93 % |

|  | 1.39 % |

|  | 100 % |

|  | 59.84 % |

## Secuelas
Tras la publicación de los resultados, Luis Montenegro reclamó la victoria en nombre de AD a principios del 11 de marzo, mientras que Pedro Nuno Santos admitió la derrota en nombre de su partido. Santos descartó la posibilidad de formar una coalición de izquierda. El ministro de Hacienda, Fernando Medina, quien había sido considerado como un posible reemplazante como líder del PS, dijo que la derrota se debió a todo el partido y no a la dirigencia de Santos. André Ventura, de Chega, afirmó que los resultados demuestran que "el bipartidismo en Portugal está acabado". Su partido fue felicitado por representantes de los partidos populistas de derecha europeos por su desempeño. Montenegro reiteró que no llegaría a un acuerdo político con Chega. El presidente Marcelo Rebelo de Sousa, que era miembro del PSD antes de su elección, se reunió con los partidos políticos entre el 14 y el 20 de marzo y dijo a Expresso el 8 de marzo que haría todo lo posible para impedir que Chega obtuviera el poder. Sus comentarios generaron críticas porque el presidente del país tiene el mandato de permanecer neutral.

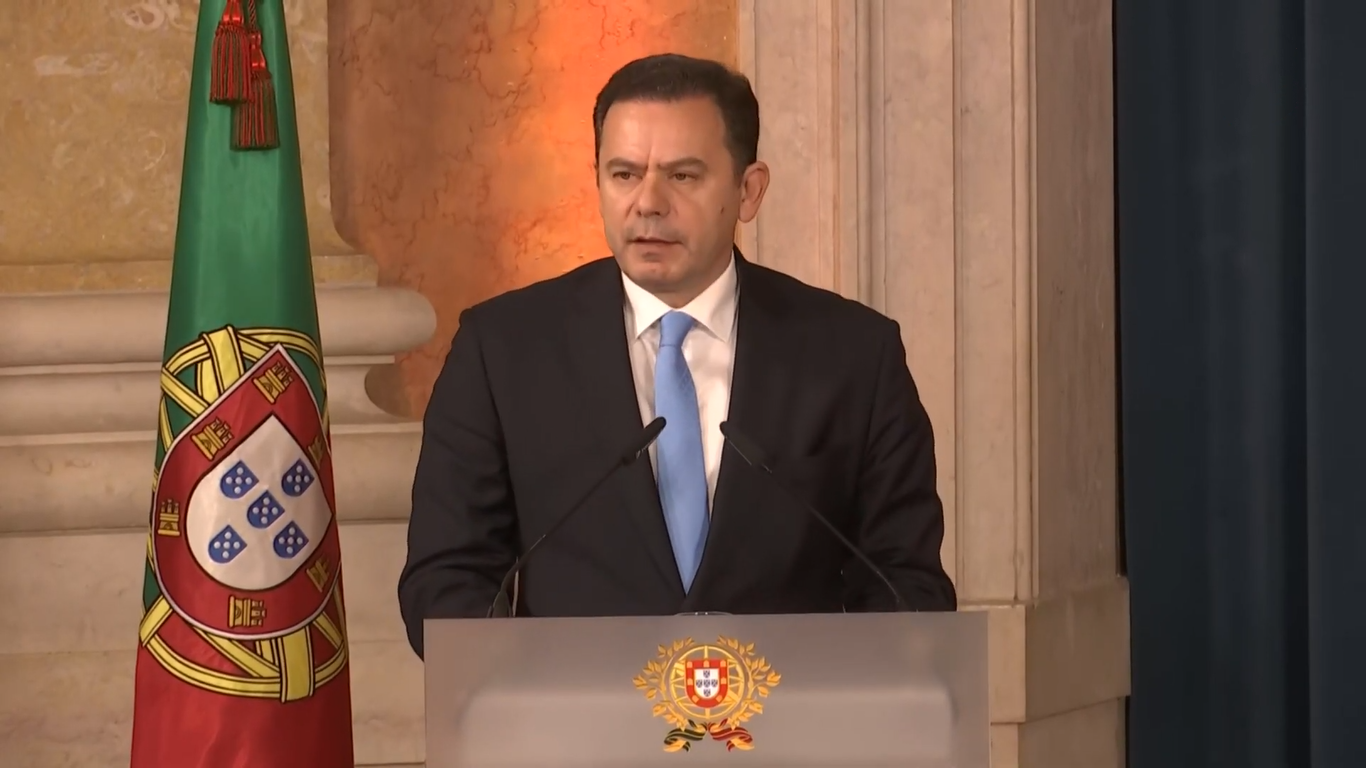
Luís Montenegro pronuncia su discurso de juramento en el Palacio de Ajuda el 2 de abril de 2024 en Lisboa.

El líder de la Iniciativa Liberal, Rui Rocha, afirmó que era responsabilidad de otros partidos liderar la formación de un gobierno, pero que su partido contribuiría siempre que cualquier propuesta excluyera a Chega. El líder de la CDU, Paulo Raimundo, culpó a lo que vio como un mal gobierno por parte del PS por los avances de la derecha en las elecciones, mientras que la portavoz del PAN, Inês Sousa Real, culpó al presidente Marcelo Rebelo de Sousa en parte por los avances de Chega. Mariana Mortágua, del Bloque de Izquierda, dijo que su partido formaría parte de cualquier coalición de izquierda o se opondría a cualquier gobierno de derecha, y el líder del LIVRE, Rui Tavares, expresó su satisfacción de que su partido creciera hasta cuatro escaños y pudiera formar un grupo parlamentario por primera vez.
Pedro Nuno Santos dijo en su discurso de concesión que el PS no votaría a favor de una moción de rechazo al gobierno de AD, aunque también dijo que "AD no debería contar con el apoyo del PS para gobernar", dando a entender que su partido votaría en contra de los Presupuestos del Estado del gobierno de AD. André Ventura afirmó que Chega votaría en contra de los Presupuestos del Estado a menos que AD negocie con él.
El 21 de marzo, el presidente Rebelo de Sousa pidió formalmente a Luis Montenegro que formara un gobierno minoritario  tras las consultas de este último con los líderes del partido. Los resultados electorales finales certificados se publicaron en el diario oficial portugués, Diário da República, el 23 de marzo de 2024. El nuevo gobierno fue presentado y aprobado por el presidente Rebelo de Sousa el 28 de marzo y asumió el cargo el 2 de abril.